# Jacques Necker
Jacques Necker (født 30. september 1732, død 9. april 1804) var en fransk bankier og statsmand af schweizisk og tysk oprindelse. Som finansminister i tre perioder (1777-1781, 1788-1789, 1789-1790) op til og under Den Franske Revolution søgte han synligt og i sidste ende forgæves at reformere Frankrigs forliste økonomi. Indledningsvis havde Necker dog haft tydelig succes med sine tiltag. Han var derfor meget folkekær, men nød uvilje hos den herskende elite som reformerne besværede. Kongens bratte afskedigelse af ham 11. juli 1789 bidrog mærkbart til den folkelige vrede, tre dage før stormen mod Bastillen, 14 juli.
Neckers datter er forfatteren Germaine de Staël, der også spillede en central politisk rolle under Den franske revolution.